# بريان هوارد
بريان هوارد (بالإنجليزية: Bryan Howard)‏ هو منافس ألعاب قوى أمريكي، ولد في 7 أكتوبر 1976.

## وصلات خارجية
- بريان هوارد على موقع الاتحاد الدولي لألعاب القوى (الإنجليزية)